# Tilen Kosi
Tilen Kosi (* 13. März 1998 in Ptuj) ist ein slowenischer Handballspieler auf der Spielposition Rückraum Mitte.

## Karriere
Kosi begann im Alter von neun Jahren, bei RK Jeruzalem Ormož, Handball zu spielen. In der Saison 2014/15 debütierte er in der ersten Mannschaft, die an der Državna rokometna liga teilnimmt. Nach der Saison 2016/17 zog sich Kosi, in der Vorbereitung für die Jugend-Weltmeisterschaft, einen Kreuzbandriss zu und fiel damit für den Großteil der nächsten Saison aus. 2021/22 stand bereits ein Wechsel zu HSC Suhr Aarau im Raum, der aufgrund einer Verletzung dann aber nicht zustande kam. 2023/24 wechselte der Rechtshänder zu den BT Füchsen in die Handball Liga Austria. Im Grunddurchgang seiner ersten Saison in Österreich konnte er sich gleich unter den zehn besten Torschützen platzieren.

## Saisonstatistik

### HLA Meisterliga
| Saison    | Verein    | Spielklasse     | Spiele | Tore | 7-Meter      | Feldtore |
| --------- | --------- | --------------- | ------ | ---- | ------------ | -------- |
| 2023/24   | BT Füchse | HLA Meisterliga | 025    | 127  | 15/22        | 112      |
| 2024/25   | BT Füchse | HLA Meisterliga | 016    | 088  | 20/28        | 088      |
| 2023–2025 | gesamt    | HLA Meisterliga | 041    | 215  | 35/50 (70 %) | 180      |